# Tarta de papin

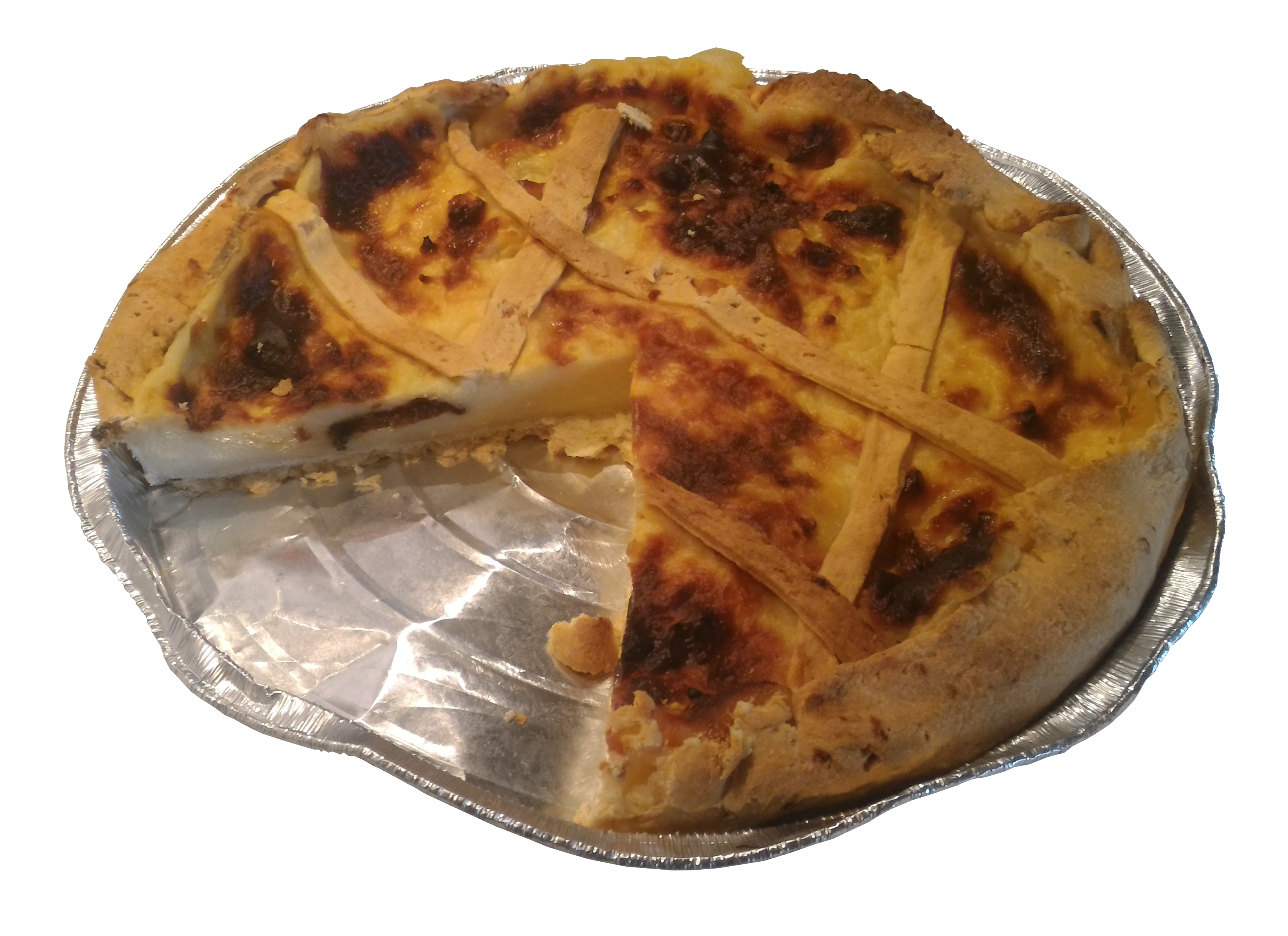
Una tartal papin.

La tarta de papin, también llamada tarta de libuli, tarta de bordes grandes o tarta de porteloise, es una especialidad culinaria de Boulonnais, en la región de Hauts-de-France.

## Historia
La receta de la tarta de papin fue inventada por Mémère Harlé en Wirwignes en 1919.

## Origen de las denominaciones
Podemos llamar a este pastel de diferentes maneras:
- Tarta de papin: Papin es el nombre de la mezcla que se encuentra en el pastel. El nombre deriva del flamenco "pap" que significa papilla;
- Tarta de libuli: "libouli" significa leche hervida en el dialecto de Boulogne;[4]
- Tarta Porteloise, llamada así por Portel, un pueblo de Boulonnais;
- La empanada con bordes grandes, porque originalmente, sin tourtière, había que hacer bordes grandes para evitar que se escapara la leche.[4]

## Composición
Papin es una especie de flan de huevo: compuesto entre otros por leche, huevos, azúcar, harina y vainilla.
El papin se coloca sobre un fondo de masa de brioche de levadura. Tiras finas de masa se colocan tradicionalmente en forma de cruz sobre el papin. Dependiendo del gusto, a menudo se agregan ciruelas pasas al papin. Se cocina a fuego de leña según la tradición.